# 圣库加特-德尔巴列斯
圣库加特-德尔巴列斯（西班牙語：San Cugat del Vallés，加泰隆尼亞語發音：[ˌsaŋ kuˈɣad dəl βəˈʎɛs]；意为“巴列斯的圣库加特”）是西班牙加泰罗尼亚巴塞罗那省的一个市镇。总面积48平方公里，总人口86 108人（2013年），人口密度1782人/平方公里。

## 姊妹城市
- 義大利 阿尔巴